# 陳叔齊
陈叔齐（569年—608年），字子肃，南陈高宗宣帝陈顼第十一子，封新蔡王。

## 母
刘昭仪，陈宣帝的妃嫔，陈宣帝即位后，拜为昭仪。

## 生平
陈叔齐风彩明赡，博涉经史，善写文章。太建七年（575年），立为新蔡王，后为智武将军，置佐史（有記室參軍沈志道、外兵參軍許胤宗、國侍郎潘徽）。出镇为东中郎将、东扬州刺史。陈后主至德二年（584年），入朝为侍中，将军、佐史不变。祯明元年（587年），为国子祭酒，侍中、将军、佐史不变。三年（589年）陈朝灭亡后，入关中。隋炀帝大业元年（605年）授尚书主客郎，四年（608年）十月去世，享年四十岁，五年（609年）正月葬於梁山之陽。

## 资料来源
- 《陈书.列传第二十二》

1. ↑  《故陳智武將軍東中郎將東陽州刺史侍中國子祭酒新蔡王墓誌銘》：“大業四年十月某日以疾卒京師，春秋四十。明年正月某日厥胤孝思以王喪葬於梁山之陽。”